# Héctor Medina
Héctor Medina Valdés (Pinar del Río, 10 de septiembre de 1989) es un actor de cine cubano conocido por haber participado en las películas Boleto al paraíso (2010), El rey de La Habana y Viva en 2015.

## Biografía
Héctor Medina nació el 10 de septiembre de 1989 en Pinar del Río, Cuba. Egresado de la Escuela Nacional de Artes (2008) en 2010 participó en su primera película, Boleto al paraíso, donde interpretó a Alejandro y mereció el premio Adolfo Llauradó (2011) como mejor actor. Posteriormente actuó en diversas películas cubanas hasta que 2015 formó parte del elenco de El rey de La Habana, película nominada al Festival Internacional de San Sebastián. Uno de sus trabajos más relevantes es Viva (Sundance Film Festival) película seleccionada por Irlanda a la carrera de los Oscar por la que recibió excelentes críticas. En 2016 realiza la serie Cuatro estaciones en La Habana (Netflix).En el 2017 fue parte del jurado del Miami Film Festival .Ha realizado una exitosa carrera en el teatro en Miami, participando en obras muy taquilleras como The Amparo Experiencey Papás Fritos. Su más reciente trabajo es la película Los Frikis de TylerNilson y Michael Schwartz producida por Lord Miller Productions donde se desempeña como actor y productor ejecutivo.

## Filmografía
| Año     | Película                    | Papel                      |
| ------- | --------------------------- | -------------------------- |
| 2010    | Boleto al paraíso           | Alejandro                  |
| 2012    | Salvando al general         | desconocido                |
| 2011    | Trucker                     | desconocido                |
| 2011    | Vinci                       | Leonardo da Vinci          |
| 2013    | Esther en alguna parte      | Ismael                     |
| 2014    | A Tale with christian Jesus | Cristo                     |
| 2015    | El rey de La Habana         | Yunisleidi                 |
| 2015    | Viva                        | Jesús                      |
| 2016    | Los vientos de La Habana    | Lázaro                     |
| 2016    | La cosa humana              | Maikel                     |
| 2017    | El hombre que cuida         | Aléx                       |
| 2017-18 | Sangre de mi tierra         | Leonardo Castañeda Paredes |
| 2020    | Wound Riders                | desconocido                |
| 2020    | El último balsero           | Ernesto                    |
| 2021    | Plantados                   | David                      |
| 2022    | Borrowed                    | desconocido                |
| 2022    | Los Frikis                  | Paco                       |

## Premios y nominaciones
| Premio                                            | Mejor Actuación   | Resultado |
| ------------------------------------------------- | ----------------- | --------- |
| Adolfo Llaurado de cine 2011                      | Boleto al paraíso | Ganador   |
| Ibero-American Film Festival in Fortaleza, Brazil | Boleto al paraíso | Ganador   |